# Polynôme d'Askey-Wilson
En mathématiques, les polynômes d'Askey-Wilson (ou q-polynômes de Wilson) sont une famille particulière de polynômes orthogonaux. Ils ont été introduits par Richard Askey et James A. Wilson en 1985, et sont nommés d'après eux. Ces polynômes sont des q-analogues d'une autre famille de polynômes orthogonaux, les polynômes de Wilson (en). 
La famille des polynômes d'Askey-Wilson comprend de nombreux autres polynômes orthogonaux comme cas particuliers, soit en une variable, soit comme cas limite, dans le cadre décrit par le schéma d'Askey (en). Les polynômes d'Askey-Wilson sont à leur tour des cas particuliers des  polynômes de Macdonald (ou des polynômes de Koornwinder) pour certains systèmes affines de racines (en).

## Définition
Les polynômes d'Askey-Wilson sont définis par :
{\displaystyle p_{n}(x;a,b,c,d\mid q)=(ab,ac,ad;q)_{n}a^{-n}\;_{4}\phi _{3}\left[{\begin{matrix}q^{-n}&abcdq^{n-1}&a{\rm {e}}^{{\rm {i}}\theta }&a{\rm {e}}^{-{\rm {i}}\theta }\\ab&ac&ad\end{matrix}};q,q\right]}
où {\displaystyle \phi } est une fonction hypergéométrique de base (en),  {\displaystyle x=\cos(\theta )} et {\displaystyle (\cdot ,\cdot ,\cdot ,\cdot )_{n}} est le q-symbole de Pochhammer étendu par la formule {\displaystyle (a_{1},a_{2},\ldots ,a_{r};q)_{n}:=(a_{1};q)_{n}(a_{2};q)_{n}\ldots (a_{r};q)_{n}}.
Ce sont des polynômes de degré n en {\displaystyle x=\cos \theta }.

## Symétrie
Les polynômes {\displaystyle p_{n}(x;a,b,c,d\mid q)} sont symétriques en les paramètres {\displaystyle a,b,c,d}. Pour {\displaystyle x=(a+a^{-1})/2}, ils prennent la valeur particulière 
{\displaystyle p_{n}((a+a^{-1})/2;a,b,c,d\mid q)=(ab,ac,ad;q)_{n}a^{-n}},
et de même {\displaystyle x(b+b^{-1})/2,(c+c^{-1})/2} et {\displaystyle (d+d^{-1})/2}. Pour des entiers {\displaystyle m,n} positifs ou nuls, il y a vérifient la relation de dualité
{\displaystyle {\frac {p_{n}((a^{-1}q^{-m}+aq^{m})/2;a,b,c,d\mid q)}{p_{n}((a^{-1}+a)/2;a,b,c,d\mid q)}}={\frac {p_{m}(({\check {a}}^{-1}q^{-n}+{\check {a}}q^{n})/2;{\check {a}},{\check {b}},{\check {c}},{\check {d}}\mid q)}{p_{m}(({\check {a}}^{-1}+{\check {a}})/2;{\check {a}},{\check {b}},{\check {c}},{\check {d}}\mid q)}}}
pour {\displaystyle a=q^{-1/2}({\check {a}}{\check {b}}{\check {c}}{\check {d}})^{1/2}} et {\displaystyle ab={\check {a}}{\check {b}}}, {\displaystyle ac={\check {a}}{\check {c}}}, {\displaystyle ad={\check {a}}{\check {d}}}.

## Orthogonalité
Pour {\displaystyle 0<q<1}, et pour quatre nombres réels {\displaystyle a,b,c,d} vérifiant {\displaystyle |a|,|b|,|c|,|d|<1}, on a la relation d'orthogonalité :
{\displaystyle \int _{-1}^{1}p_{n}(x)p_{m}(x)w(x)\,{\rm {d}}x=h_{n}\,\delta _{n,m},}
avec
{\displaystyle h_{0}:={\frac {(abcd;q)_{\infty }}{(q,ab,ac,ad,bc,bd,cd;q)_{\infty }}}\,,\quad {\frac {h_{n}}{h_{0}}}:={\frac {1-abcdq^{n-1}}{1-abcdq^{2n-1}}}\,{\frac {(q,ab,ac,ad,bc,bd,cd;q)_{n}}{(abcd;q)_{n}}}.}
Pour des valeurs plus générales des paramètres, il existe une relation sous forme d'une intégrale de contour.
Le cas particulier de l’équation pour {\displaystyle n=m=0} est appelé l'intégrale d'Askey-Wilson.

## Spécialisation des paramètres
Par la spécialisation de certains paramètres, on retrouve d'autres familles de polynômes orthogonaux (comme ci-dessus, {\displaystyle x=\cos \theta }) :
- Polynômes de Al-Salam-Chihara :

{\displaystyle Q_{n}(x;a,b\mid q):=p_{n}(x;a,b,0,0\mid q)}.
- Polynômes de q-Jacobi continus :

{\displaystyle P_{n}^{(\alpha ,\beta )}(x;q)\propto \,p_{n}(x;q^{\frac {1}{2}},q^{\alpha +{\frac {1}{2}}},-q^{\beta +{\frac {1}{2}}},-q^{\frac {1}{2}}\mid q)\propto \,p_{n}(x;q^{\alpha +{\frac {1}{2}}},q^{\alpha +{\frac {3}{2}}},-q^{\beta +{\frac {1}{2}}},-q^{\beta +{\frac {3}{2}}}\mid q^{2})}.
- Polynômes q-ultrasphériques continus :

{\displaystyle C_{n}(x;\beta \mid q):={\frac {(\beta ;q)_{n}}{(q;q)_{n}}}\,p_{n}(x;\beta ^{\frac {1}{2}},\beta ^{\frac {1}{2}}q^{\frac {1}{2}},-\beta ^{\frac {1}{2}},-\beta ^{\frac {1}{2}}q^{\frac {1}{2}}\mid q)=\sum _{k=0}^{n}{\frac {(\beta ;q)_{k}(\beta ;q)_{n-k}}{(q;q)_{k}(q;q)_{n-k}}}\,{\rm {e}}^{{\rm {i}}(n-2k)\theta }}.
- Polynômes de q-Hermite continus :

{\displaystyle H_{n}(x\mid q):=(q;q)_{n}\,C_{n}(x;0\mid q)=\sum _{k=0}^{n}{\frac {(q;q)_{n}}{(q;q)_{k}(q;q)_{n-k}}}\,{\rm {e}}^{{\rm {i}}(n-2k)\theta }}.
- Polynômes de Tchebychev :

{\displaystyle p_{n}(x;1,-1,q^{\frac {1}{2}},-q^{\frac {1}{2}}\mid q)\propto \,\cos n\theta ,\quad p_{n}(x;q,-q,q^{\frac {1}{2}},-q^{\frac {1}{2}}\mid q)\propto \,{\frac {\sin(n+1)\theta }{\sin \theta }}},
{\displaystyle p_{n}(x;q,-1,q^{\frac {1}{2}},-q^{\frac {1}{2}}\mid q)\propto \,{\frac {\sin(n+{\frac {1}{2}})\theta }{\sin {\frac {1}{2}}\theta }}\,,\quad p_{n}(x;1,-q,q^{\frac {1}{2}},-q^{\frac {1}{2}}\mid q)\propto \,{\frac {\cos(n+{\frac {1}{2}})\theta }{\cos {\frac {1}{2}}\theta }}}.

### Cas limites
- Polynômes de Wilson :

{\displaystyle W_{n}(y^{2};a,b,c,d)=\lim _{q\uparrow 1}(1-q)^{-3n}p_{n}({\tfrac {1}{2}}(q^{{\rm {i}}y}+q^{-{\rm {i}}y});q^{a},q^{b},q^{c},q^{d}\mid q)}.
- Polynômes de Jacobi :

{\displaystyle P_{n}^{(\alpha ,\beta )}(x)=\lim _{q\uparrow 1}P_{n}^{(\alpha ,\beta )}(x;q)}.
- Polynômes ultrasphériques :

{\displaystyle C_{n}^{\lambda }(x)=\lim _{q\uparrow 1}C_{n}(x;q^{\lambda }\mid q)}.
- Polynômes d'Hermite :

{\displaystyle H_{n}(x)=\lim _{q\uparrow 1}(1-q)^{-n/2}H_{n}((1-q)^{1/2}x\mid q^{2})}.